# Becoming Jane

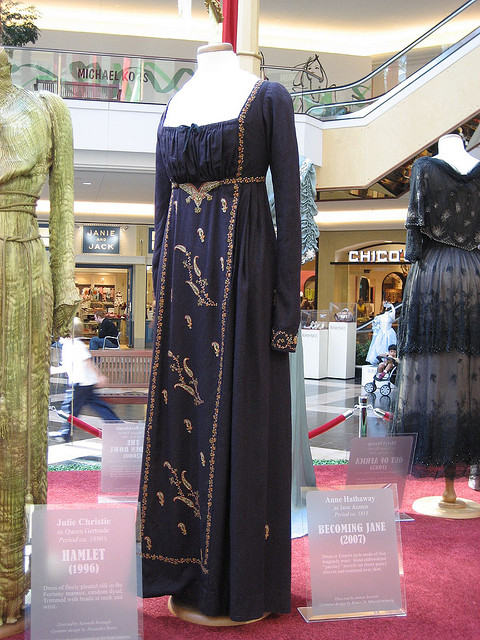
Uno de los trajes usados por Anne Hathaway

Becoming Jane (La joven Jane Austen en España, Amor verdadero en Hispanoamérica) es una película biográfica histórica británica-irlandesa de 2007  dirigida por Julian Jarrold.
Inspirada en la vida de la famosa escritora británica Jane Austen y su posible relación con Thomas Lefroy, la película se basa en acontecimientos reales que fueron recogidos en el libro Becoming Jane Austen de Jon Spence, que fue el asesor histórico del filme. De hecho, ya antes que Spence, otros biógrafos como Radovici (1995) o Tomalin (2000) también habían defendido una relación entre Jane Austen y Thomas Lefroy.
La actriz Anne Hathaway fue la encargada de dar forma al personaje de Jane Austen, mientras que el papel de Thomas Lefroy fue interpretado por el actor escocés James McAvoy. Julie Walters, James Cromwell y Maggie Smith también aparecen en la película que fue producida gracias a la cooperación de distintas compañías, entre las que se incluyen la BBC y el Irish Film Board.

## Crítica
Para abril de 2007, La joven Jane Austen ya había sido estrenada en el Reino Unido, Irlanda y Australia. Por ello, la mayoría de las críticas provinieron de estos tres primeros países. Por un lado, los defensores de la película ensalzaron su original guion, que derivaba de las biografías y cartas de Jane Austen, su espectacular vestuario del siglo XVIII, la banda sonora de Adrian Johnston y la sólida representación de sus protagonistas. Anne Hathaway y James McAvoy fueron ovacionados por la química que existía entre sus personajes, dando sentimiento a la historia de amor entre Jane Austen y Tom Lefroy. Hathaway también fue admirada por el fresco toque que le dio a Jane Austen.
Por otro lado, las críticas negativas se centraron en la elección de una actriz estadounidense para interpretar a una muy querida escritora británica, así como en la poca autenticidad del acento británico del personaje. No obstante, James McAvoy salió en defensa de Anne exponiendo que para una película se debe "encontrar al actor correcto" y ella (Hathaway) era "indudablemente brillante". Además, McAvoy posteriormente añadió que Hathaway era "la mejor Jane para la película". A pesar de todo, la actriz Anna Maxwell Martin (representando a Cassandra Austen) reconoció que cuando las cámaras paraban de rodar, el acento de Anne era a veces una "especie de híbrido". La misma Anne Hathaway admitió que tenía una tendencia persistente en sonar más como ella misma que como Jane, lo cual implicó que tuvo que hacer retoques de voz en varias escenas. Aun así, el director Julian Jarrold elogió a Anne por su total transformación en Jane Austen. Incluso después del rodaje, Jarrold confesó que la actriz se había convertido en otra persona, "no sólo por su acento sino también por todo su personaje. La forma de comportarse y de hablar era completamente diferente". Además, tanto Jarrold como McAvoy coincidieron en que Hathaway les sorprendió cuando descubrieron que la actriz era una verdadera "Austenita" y, aún les impresionó más cuando adquirió un conocimiento más que adecuado sobre Jane Austen.
Con todo, cabe destacar que algunos críticos cuestionaron el rigor histórico de la película. Por ejemplo, un póster promocional mostraba a Jane aguantando una pluma que empezó a tener uso común en el siglo XIX y no en el siglo XVIII (época que representa la película). Sin embargo, los creadores de La joven Jane Austen dijeron que no habían rodado una biografía cinematográfica, aunque usaron muchos hechos históricos de la vida de Jane Austen. El coproductor de la película, Graham Broadbent, explicó que ellos simplemente "llevaron todos los hechos a su propio terreno Austénico (¿?)".
Las críticas sobre el rigor histórico de la película no hicieron más que aumentar el interés del público sobre la vida de Jane Austen, reflejada en sus novelas, sus cartas y biografías. El vestuario utilizado para la película fue exhibido en la casa de Jane Austen en Chawton, Hampshire (donde vivió desde 1809 hasta 1817, unos meses antes de su muerte en Winchester) en respuesta a la curiosidad de sus admiradores.

## Reparto
| Personajes          | Personajes                | Personajes |
| Actor               | Papel                     |            |
| ------------------- | ------------------------- | ---------- |
| Anne Hathaway       | Jane Austen               |            |
| James McAvoy        | Tom Lefroy                |            |
| Julie Walters       | Sra. Austen               |            |
| James Cromwell      | Rev Austen                |            |
| Maggie Smith        | Lady Gresham              |            |
| Joe Anderson        | Henry Austen              |            |
| Lucy Cohu           | Eliza De Feuillide        |            |
| Laurence Fox        | Sr. Wisley                |            |
| Ian Richardson      | Juez Langlois             |            |
| Anna Maxwell Martin | Cassandra "Cassie" Austen |            |
| Leo Bill            | John Warren               |            |
| Jessica Ashworth    | Lucy Lefroy               |            |
| Eleanor Methven     | Sra. Lefroy               |            |
| Michael James Ford  | Sr.Lefroy                 |            |
| Tom Vaughan-Lawlor  | Robert Fowle              |            |

## Localizaciones
La joven Jane Austen  fue rodada en Dublín y en la campiña de Irlanda (incluyendo el Condado de Wicklow), en vez de Hampshire (Inglaterra), el lugar de nacimiento de Jane Austen. La película recibió fondos del Irish Film Board pero, como Julian Jarrold dijo, la decisión de filmar en Irlanda fue debida al hecho de que Hampshire estaba más urbanizado que Irlanda, donde era posible encontrar un sentido rural más auténtico e inalterable y, por tanto, más parecido al que Jane Austen vivió. Irlanda contaba, además, con una gran variedad de casas antiguas y de estilo georgiano. Hecho que dio a la película una interpretación más real e interesante. James McAvoy se mostró en todo momento de acuerdo con esta decisión puesto que, como observó, las casas de La joven Jane Austen parecían más decaídas que en otras películas de Jane Austen y ello aportaba a la historia un "sentido de realidad y de austeridad", que destacaba con la riqueza característica de las películas sobre el período de la Regencia.
Curiosamente, el verdadero Tom Lefroy pasó varios veranos en el Condado de Wicklow. Tom se refirió a su afecto por esta tierra como el "trance de Wicklow". Su hijo Thomas Lefroy explicó que esta era "una palabra cariñosa usada en la familia por la gran admiración que les despertaba la región de Wicklow donde pasaron sus vacaciones estivales durante muchos años" (Memoir of Chief Justice Lefroy, 1871, p. 37).
También es interesante el hecho de que el Jefe de Justicia Tom Lefroy pasó los tres últimos años de su vida en Bray (Condado de Wicklow, Irlanda) en una casa que arrendó en 1866 y donde murió el 4 de mayo de 1869 (Memoir of Chief Justice Lefroy, 1871, p. 382). Bray fue asimismo uno de los destinos del rodaje de La joven Jane Austen en 2006. Pero, no existe ninguna evidencia de que los realizadores supiesen que Bray fue el lugar donde Tom Lefroy dio su último suspiro ni de que Tom estaba muy encariñado con el Condado.

## Banda sonora
De La joven Jane Austen fue publicado un DVD con la Banda Sonora Original que se oye durante la película. Así, entre los temas que se pueden escuchar está la música con la que Jane Austen (Anne Hathaway) y Tom Lefroy (James McAvoy) bailan juntos por primera vez o la que se escucha durante la escena del famoso torneo de críquet.
La lista de temas es la siguiente:
1. "First Impressions"

2. "Hampshire"

3. "Bond Street Airs"

4. "Bastingstoke Assembly"

5. "A Game of Cricket"

6. "Selbourne Wood"

7. "Lady Gresham"

8. "Advice From a Young Lady"

9. "Laverton Fair"

10. "To the Ball"

11. "Rose Garden"

12. "Mrs. Radcliffe"

13. "Goodbye Mr. Lefroy"

14. "Distant Lives"

15. "The Messenger"

16. "An Adoring Heart"

17. "Runaways"

18. "A Letter from Limerick"

19. "The Loss of Yours"

20. "To Be Apart"

21. "De vieni non tardar (from 'Le Nozze di Figaro')"

22. "Twenty Years Later"

23. "A Last Reading"

## Premios
- La joven Jane Austen recibió el Truly Moving Picture Award en 2007.
- Ganó el People's Choice Award de 2007 como "Película Independiente Favorita".[10]
- Nominada al Premio Ivor Novello de 2008 a la mejor banda sonora.